# Emma Dahlström
Sofia Emma Olivia Dahlström (Torsby, 19 juli 1992) is een Zweedse freestyleskiester, gespecialiseerd op de onderdelen big air en slopestyle. Ze vertegenwoordigde Zweden op de Olympische Winterspelen 2014 in Sotsji.

## Carrière
Op de wereldkampioenschappen freestyleskiën 2011 in Deer Valley eindigde Dahlström als dertiende op het onderdeel slopestyle. Bij haar wereldbekerdebuut, in februari 2013 in Silvaplana, eindigde ze op de vierde plaats. In januari 2014 stond de Zweedse in Breckenridge voor de eerste maal in haar carrière op het podium van een wereldbekerwedstrijd. Tijdens de Olympische Winterspelen van 2014 in Sotsji eindigde Dahlström als vijfde op het onderdeel slopestyle.
Op de Winter X Games XIX in Aspen veroverde ze de gouden medaille op het onderdeel slopestyle. Op 27 februari 2015 boekte de Zweedse in Park City haar eerste wereldbekerzege. Aan het eind van het seizoen 2014/2015 legde Dahlström beslag op de eindzege in de wereldbeker slopestyle. Op de wereldkampioenschappen freestyleskiën 2017 in de Spaanse Sierra Nevada behaalde ze de zilveren medaille op het onderdeel slopestyle. In het seizoen 2017/2018 won de Zweedse de wereldbeker big air. Tijdens de Olympische Winterspelen van 2018 in Pyeongchang eindigde Dahlström als elfde op het onderdeel slopestyle.

## Resultaten

### Olympische Winterspelen
| Jaar | Plaats      | Resultaten     |
| ---- | ----------- | -------------- |
| 2014 | Sotsji      | 5e Slopestyle  |
| 2018 | Pyeongchang | 11e Slopestyle |

### Wereldkampioenschappen
| Jaar | Plaats        | Resultaten     |
| ---- | ------------- | -------------- |
| 2011 | Deer Valley   | 13e Slopestyle |
| 2017 | Sierra Nevada | Slopestyle     |

### Wereldbeker
Eindklasseringen
| Seizoen   | Algm   | BA   | SS     |
| --------- | ------ | ---- | ------ |
| 2012/2013 | 112e   | –    | 21e    |
| 2013/2014 | 15e    | –    | Zilver |
| 2014/2015 | 20e    | –    | Goud   |
| 2015/2016 | 7e     | –    | Zilver |
| 2016/2017 | Zilver | Goud | 5e     |
| 2017/2018 | 110e   | –    | 26e    |

Wereldbekerzeges
| Datum            | Plaats      | Onderdeel  |
| ---------------- | ----------- | ---------- |
| 27 februari 2015 | Park City   | Slopestyle |
| 4 maart 2016     | Silvaplana  | Slopestyle |
| 3 september 2016 | El Colorado | Big air    |
| 24 maart 2017    | Voss        | Big air    |
| 25 maart 2017    | Voss        | Big air    |